# Zastava Kenije
Zastava Kenije usvojena je 12. prosinca 1963.
Crna predstavlja narod koji tu živi, crvena krv koja je prolivena u borbi za neovisnost, a bijela mir.
U sredini je Mesejanski štit u dvije sfere. On je simbol obrane svega na zastavi.